# 王連
王連（？—？），字文儀，南陽人。三國時蜀漢官員。

## 生平
王連在劉璋當益州牧時就已入蜀，被任命為梓潼令。劉備與劉璋反目後，劉備向南朝成都進攻，王連緊閉城門，堅決不降，劉備亦不強行攻擊，繞道繼續進攻。劉備奪益州後任命王連為什邡令，所在都有治績。後來遷任司鹽校尉，在他管理下令到國家鹽鐵收入甚多，又提拔一些有才能的人士，像呂乂、杜祺、劉幹等人最終都當上大官。及後遷任蜀郡太守、興業將軍，繼續管理鹽鐵事務。建興元年（223年），拜屯騎校尉，領丞相長史，封平陽亭侯。當時雍闓在南中叛亂，南方諸郡響應，諸葛亮決定要親自領軍討伐。王連極力反對諸葛亮親身領軍，但諸葛亮十分堅決，還是決定親率軍隊征伐。不久王連逝世。

## 三國演義
諸葛亮南征時，王連反對諸葛亮南佔孟獲。

## 子女
- 王山，王連死後繼承平陽亭侯爵位，官至江陽太守。

## 延伸阅读
[在维基数据编辑]
 《三國志/卷41》，出自陳壽《三國志》